# Касни период старог Египта
Касни период старог Египта је назив за последњи период историје старог Египта у коме је Египат постојао као самостална држава под домаћим владарима. 
За почетак се узима крај трећег прелазног периода, односно ослобађање од кушитске и асирске власти средином 7. века п. н. е. Често се наводи као „последњи велики трзај“ једне велике цивилизације, односно време када је Египат последњи пут покушао стећи своју некадашњу величину и важност. За тај период је такође карактеристично све чвршће економско повезивање, а касније политички савези и културна размјена с грчким светом.
Египат је 525. п. н. е. пао под власт Персијског царства и под њим остао све до устанка 404. п. н. е. када је враћена самосталност. Тада се изређало неколико домаћих династија и владара до 343. п. н. е. када су Персијанци поновно преузели власт. Године 332. п. н. е. је Египат без отпора освојио Александар Велики, припојио свом царству и управо се тај датум често наводи као крај касног периода и почетак хеленистичког периода у Египту. Неколико година касније Египат стиче самосталност, али под страним македонским владарима из птолемејидске династије који заступају властиту хеленистичку културу и обичаје. Та је самосталност завршила 30. п. н. е. анексијом Египта римској држави.